# Caren Meynen
Caren Meynen (Herentals, 1 november 1978) is een Vlaamse zangeres, videojockey en presentatrice.

## Carrière
Meynen raakte bekend als presentatrice bij Radio Donna en muziekzender TMF. Daarnaast is ze vaak te horen in diverse reclamespots en is ze een van de stemmen die dagelijks de VT4-programma's aankondigt. Een aantal jaren geleden speelde ze ook een gastrol in F.C. De Kampioenen. Ze is bekend als de Ultratopmadam omdat ze zowel op Donna als op TMF de Ultratop presenteerde. In 2008 deed ze dat voor de laatste keer op beide zenders. Na het opdoeken van Donna is ze aan de slag gegaan bij De Rode Loper.
Van september 2011 tot 2012 was Meynen aan de slag bij Radio 2 Limburg als presentatrice en reporter. In 2012 stapte ze van de Limburgse afdeling van Radio 2 over naar de nationale zender, waar ze het avondprogramma De Volgelingen presenteerde. Vanaf 2013 presenteerde ze de Radio 2 Top 30, wat ze tot in 2020 deed. Vanaf het najaar dat jaar presenteert ze op vrijdag, zaterdag en zondag Radio 2 Weekend.
Meynen is vaak te horen als stem in radio- en tv-spots. Onder andere voor VT4, Ketnet, Radio 2 en anne.
Meynen is ook zangeres. Ze stond met haar band onder andere op Marktrock, Suikerrock, Parkpop, Pennenzakkenrock. Ze maakte nummers voor Radio Donna zoals het Doe De Donna-lied. Voor de India-actie in 2001 van de VRT-radiozenders maakte ze samen met Alain Vande Putte het nummer Samen voor India. Het nummer werd ingezongen door Belle Pérez, Paul Michiels, Danny Wuyts en Caren Meynen, met Jan Hautekiet op piano en Walter Couvreur van Klara op bugel.
In 2008 zong ze samen met DJ Wout en Regi het nummer Larger Than Life in de Lotto Arena tijdens Registrated. Het nummer Larger Than Life staat ook op het album Registrated.

## Televisie

### Actrice
- F.C. De Kampioenen, als tennisspeelster in aflevering 'Gebuisd' (2002)
- Ice Age, als stem van luiaardsvrouwtje Jennifer (2002)
- Thuis, als Ayko (2002)

### Presentatie
- TMF Vlaanderen, 2001-2008
  - Ultratop 50, 2001-2008
  - Hitzone, 2004-2005
  - Double Trouble, 2005-2006
  - Dag Top 5, 2005-2006, 2007, 2008
  - Al Frisco, 2006
  - Miss Meynen, 2006-2007
  - Ultratop Retro, 2007-2008
- Eén, 2009-2011 (researcher)
  - De Rode Loper, 2009-2011

## Radio
- Radio Mol
- Radio Donna, tot 2009
- Radio 2, sinds september 2011

## Muziek

### Bands
- Caren Meynen & The Hits
- Wishband

### Featuring
- Regi & Wout - Larger than Life (2007)

Huidig (anno 2022):
Luc Appermont · Cara Cobbaert · Anja Daems · Sandra Deakin · Karolien Debecker · Kim Debrie · Peter De Groot · Lars De Groote · Guy De Pré · Chris Dusauchoit · Dirk Ghijs · Peter Hermans · Wouter Landuyt · Filip Ledaine · Daan Masset · Caren Meynen · Sven Pichal · Marc Pinte · Harald Scheerlinck · Siska Schoeters · Benjamien Schollaert · Showbizz Bart · Sharon Slegers · Jo Van Damme · Niels Vandeloo · Sonny Vanderheyden · Cathérine Vandoorne · Christel Van Dyck · Ruben Van Gucht · Iris Van Hoof · Vanessa Vanhove · Britt Van Marsenille · David Van Ooteghem · Peter Verhulst · Dirk Vlaeyen · Pascal Vranckx · Albrecht Wauters
Voormalig:
Luk Alloo · Johan Anthierens · Nand Baert · Erik Baeyens · Wim Bary · Jos Baudewijn · Flor Berckenbosch · Marcel Beerten · Wilfried Bertels · Marc Brillouet · Els Broeckmans · Fred Brouwers · Edwin Brys · Ro Burms · Walter Capiau · Annemie Coppieters · Harry Creemers · Karel Daerden · Christoff · Conny De Boos · Hein Decaluwé · Jessie De Caluwe · Jo met de Banjo · Gust De Coster · Martin De Jonghe · Paula De Meulder · Els De Vuyst · Frank Dingenen · Michel Follet · Jacky Geerts · Jos Ghysen · Margriet Hermans · Irene Houben · Michel Ilsen · Rita Jaenen · Chris Jonckers · Tante Kaat · Luk de Laat · Jo Leemans · Leki · Kathy Lindekens · Kris Luyten · Micha Marah · Betty Mellaerts · Kaat Mendonck · Freek Neirynck · Line Ooms · Sven Ornelis · Katrien Palmers · Gerard Pollet · Julien Put · Hugo Raspoet · Niko Reynaert · Luk Saffloer · Karel Segers · Lennart Segers · Lutgart Simoens · Rudi Sinia · Dirk Somers · Dré Steemans · Jan Theys · Gene Thomas · Wiet Van Broeckhoven · Marc Van den Hoof · Dieter Vandepitte · Karin Van den Berghe · Thomas Van der Spiegel · Kurt Van Eeghem · Wim Van Gansbeke · Els Van Herzeele · Ilse Van Hoecke · Bert Van Molle · Jan Van Rompaey · Paula Van Wilder · Louis Verbeeck · Karel Vereertbruggen · Herwig Verhovert · Luc Verschueren · Johan Verstreken · Tom Vossen · Eddy Wally · Niels William · Edwin Ysebaert · Zaki
Laatste (per 2 januari 2009):
Joyce Beullens · Tom De Cock · Sebastian Decrop · Evy Gruyaert · Johan Henneman · Mark Heyninck · Anneleen Liégeois · Kris Luyten · Caren Meynen · Dave Peters · Marc Pinte · Thibaut Renard · Ann Reymen · Ben Roelants · Benjamien Schollaert · Elias Smekens · Stijn Smets · Lotte Stevens · Ann Van Elsen · Brecht Vanmeirhaeghe · Sofie Van Moll · David Van Ooteghem
Geschiedenis (1992–2009):
Jan Bosman · Ben Crabbé · Dominique Crommen · Erwin Deckers · Steve De Coninck-De Boeck · Kevin De Geest · Leen Demaré · Bart De Prez · Margot Derycke · Marc Deschuyter · Els Ermens · Michel Follet · Anne Gies · Jeroen Gorus · Walter Grootaers · Kristof Hayen · Geert Hoste · Mark Lefever · Kristien Maes · Kris Mannaerts · Luc Mertens · Johan Notenbaert · Sven Ornelis · Jaak Pijpen · Alexandra Potvin · Katja Retsin · Fien Sabbe · Bart Saerens · Mieke Scheldeman · Cara Van der Auwera · Iris Van Impe · Birgit Van Mol · Rob Vanoudenhoven · Evert Venema · Sofie Verbruggen · Ronald Verhaegen · Peter Verhulst · Jean Vijdt · Robin Vissenaekens · Albrecht Wauters · Niels William · Yasmine